# 弗雷内勒皮瑟
弗雷内勒皮瑟（法語：Fresney-le-Puceux，法語發音：[fʁɛnɛ lə pysø] ⓘ）是法国卡尔瓦多斯省的一个市镇，属于卡昂区。

## 地理
弗雷内勒皮瑟（49°3'47"N, 0°22'17"W）面积9.65 平方千米，位于法国诺曼底大区卡爾瓦多斯省，该省份为法国西北部沿海省份，北濒大西洋英吉利海峡，东北与滨海塞纳省以海上边界相接，东临厄尔省，南至奧恩省，西与芒什省接壤。
与弗雷内勒皮瑟接壤的市镇（或旧市镇、城区）包括：布隆、莱兹河畔布雷特维尔、桑托、丰特奈勒马尔米永、勒卡斯特莱、莱兹-克兰尚。

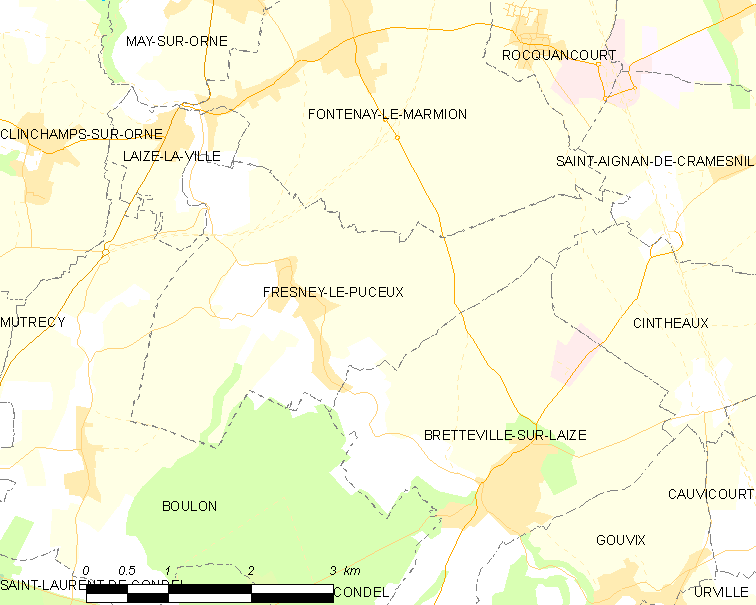
弗雷内勒皮瑟的OSM定位图

弗雷内勒皮瑟的时区为UTC+01:00、UTC+02:00（夏令时）。

## 行政
弗雷内勒皮瑟的邮政编码为14680，INSEE市镇编码为14290。

## 政治
弗雷内勒皮瑟所属的省级选区为勒奥姆县。

## 人口

1962-2008年间弗雷内勒皮瑟人口变化图示

弗雷内勒皮瑟于2022年1月1日时的人口数量为803人。